# Laser 4.7

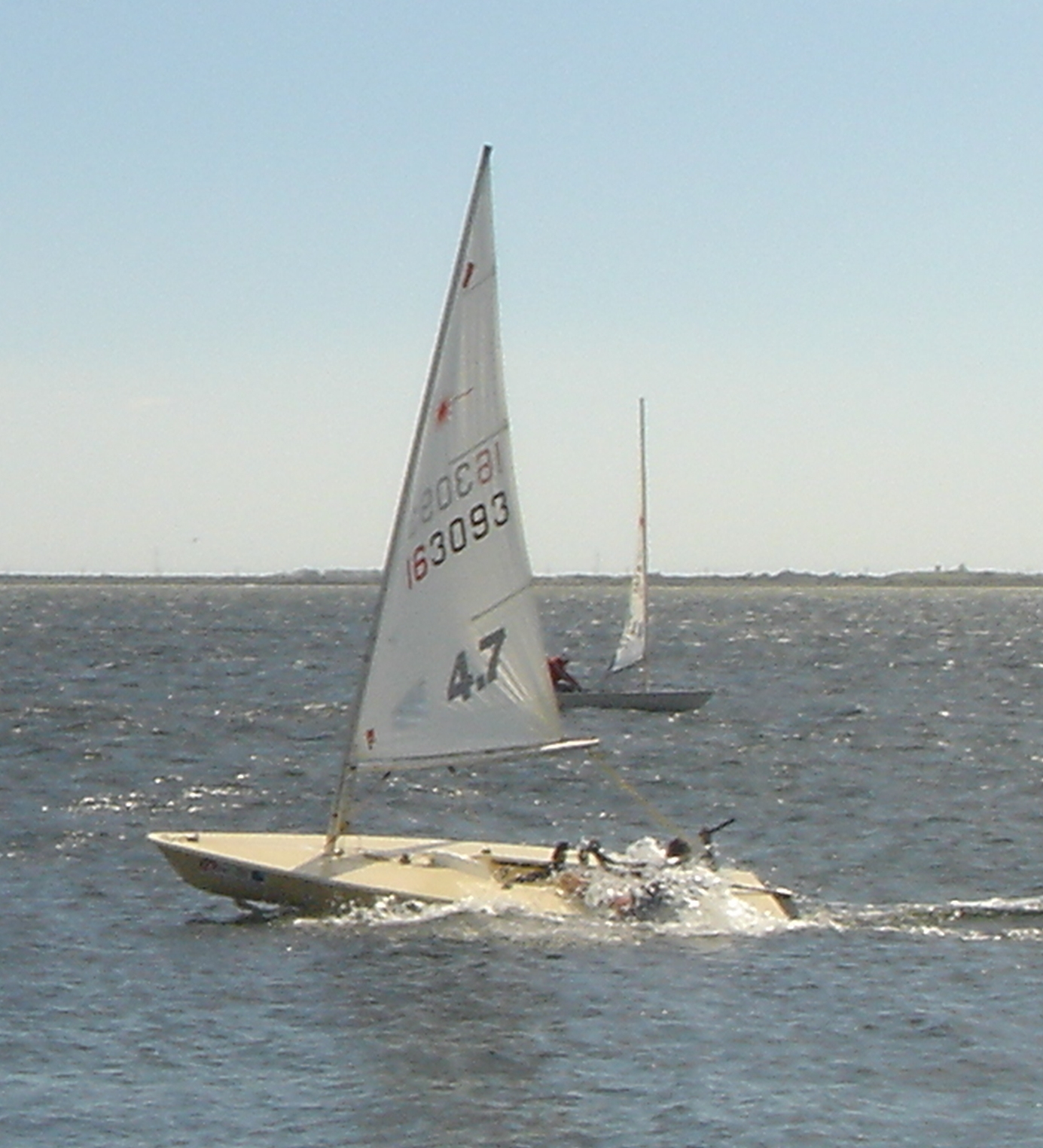
Laser 4.7

Laser 4.7 - ILCA 4 je one-design loď třídy Laser (od roku 2020 ILCA 4). Všechny lodě Laser jsou stavěny se stejnými vlastnostmi (proto pojmenování "one-design"). Laser je 4,06 m dlouhý, s čárou ponoru dlouhou 3,81 m. Váha trupu je 59 kg. Loď je vyráběna firmou Laser Performance.
Lodě Laser mají pouze jednu plachtu. Laser 4.7 používá stejný trup a vrchní část stěžně jako Laser, ale má rozdílnou spodní část stěžně a menší plachtu. Spodní stěžeň je ohnutý, což efektivně snižuje sílu takeláže a plachta má plochu pouze 4,7 m2, v porovnání  se 7 m2 u Laseru Standard a s 5,7 m2 u Laseru Radial. Menší plachta znamená, že na Laseru 4.7 mohou jezit jachtaři o hmotnosti pouze 45–65 kg, i když na této lodi se dá jezdit závodně i s nižší, nebo vyšší váhou.

## Popis
Laser 4.7 získává popularitu po celém světě už od pozdních 90 let 20. století. V některých oblastech je méně populární než plachetnice Byte, velmi podobná loď, také navržená jako jednoposádková loď pro juniorské závodníky, ale zaměnitelnost takeláže u Laseru ho dělá populárnějším. Je oblíbený mezi mladými závodníky, kteří vycházejí z lodní třídy Optimist. Mnoho závodníků po zlepšení svých schopností přestupuje na třídu Laser Radial.

## Mistrovství České republiky

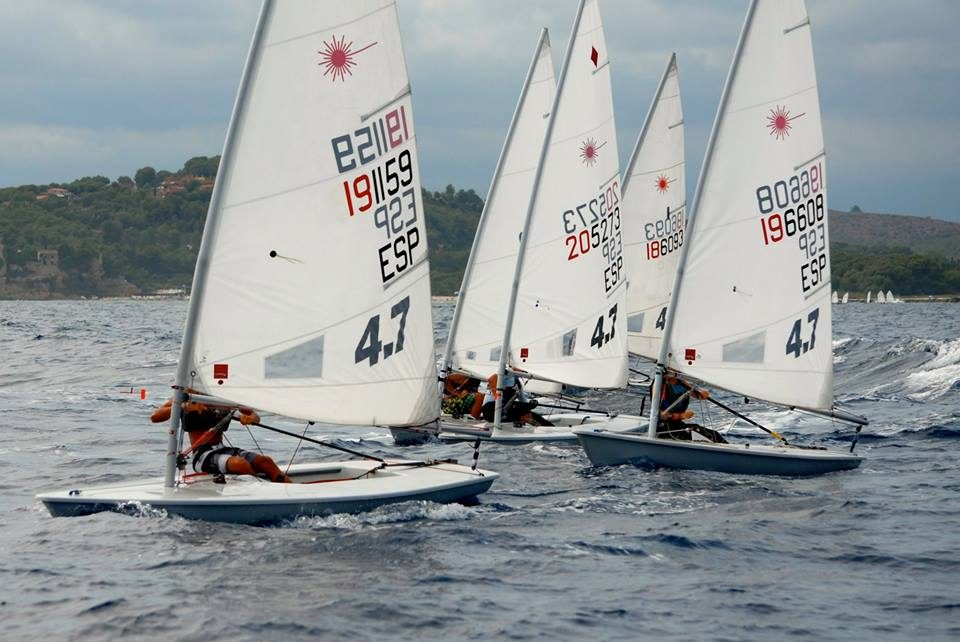
Laser 4.7

Mistři České republiky od roku 2006
| Rok  | Jméno                | Místo konání           |
| ---- | -------------------- | ---------------------- |
| 2006 | Viktor Teplý         | Lipno-Jestřábí         |
| 2007 | Viktor Teplý         | Lipno-Černá v Pošumaví |
| 2008 | Václav Korytář       | Nové Mlýny             |
| 2009 | Markéta Audyová      | Nové Mlýny             |
| 2010 | Cejnar Lukáš         | Nové Mlýny             |
| 2011 | Štěpán Novotný       | Nové Mlýny             |
| 2012 | Tomáš Bachtík        | Nové Mlýny             |
| 2013 | Jakub Halouzka       | Nové Mlýny             |
| 2014 | Benjamín Přikryl     | Nové Mlýny             |
| 2015 | Benjamín Přikryl     | Nové Mlýny             |
| 2016 | Lucie Keblová        | Nechranice             |
| 2017 | Vítězslav Moučka ml. | Nové Mlýny             |
| 2018 | Klára Himmelová      | Nechranice             |
| 2019 | Klára Himmelová      | Nové Mlýny             |
| 2020 | Klára Himmelová      | Nové Mlýny             |